# Участие Джорджа Вашингтона в войне с французами и индейцами

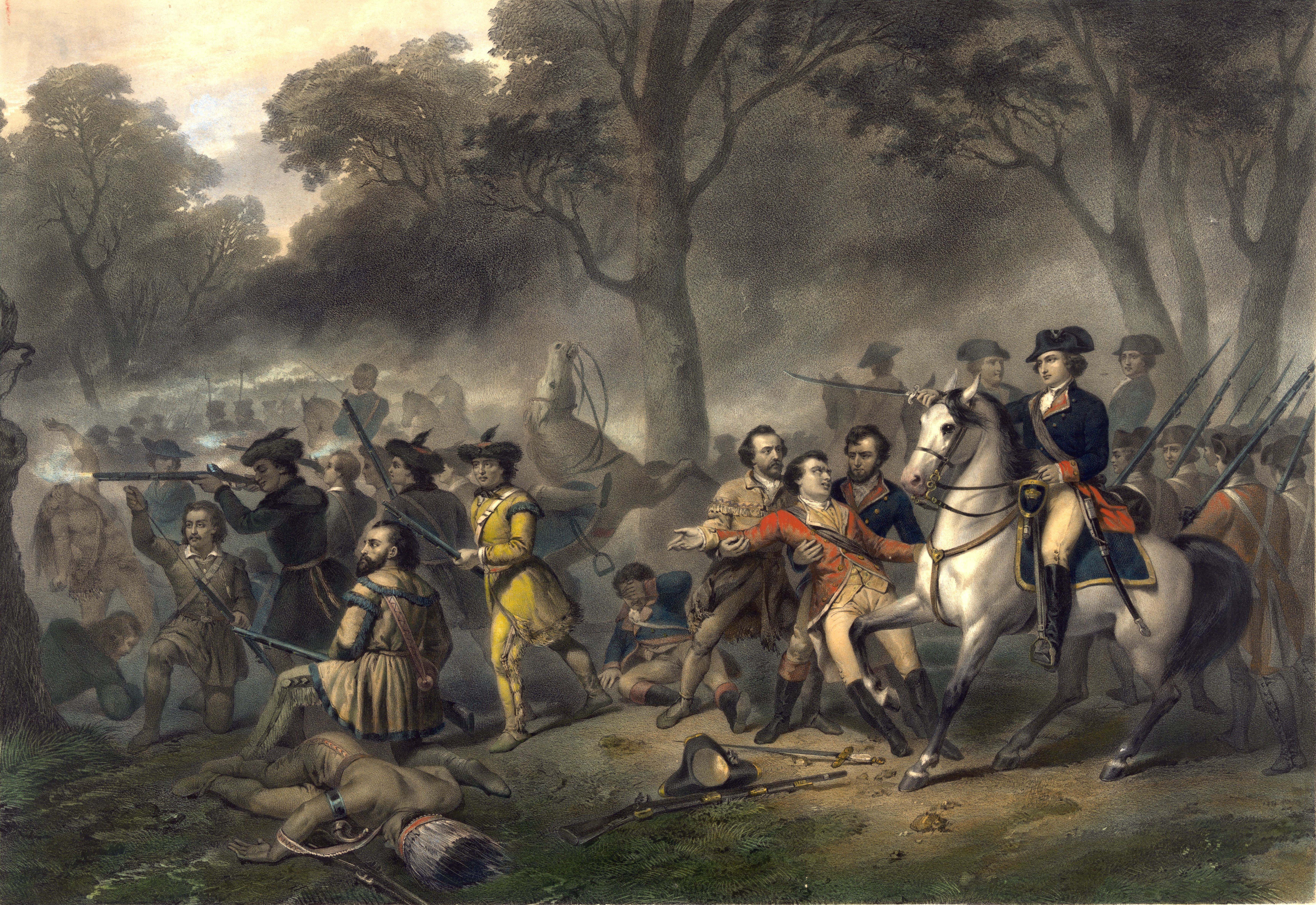
Джордж Вашингтон во время сражения при Мононгахеле. Картина 1834 года

Джордж Вашингтон участвовал в Войне с французами и индейцами в качестве офицера ополчения колонии Вирджиния с 1754 по 1758 год. Это было первое участие в боевых действиях в его жизни. В 1753 году губернатор Динвидди отправил его в качестве посла британского королевства к индейцам и официальным лицам Франции в район озера Эри («Экспедиция в Огайо»), а на следующий год он возглавил вторую экспедицию, которая должна была возвести форт на месте современного Питтсбурга. В ходе экспедиции произошло столкновение с французским отрядом, в ходе которого командир отряда был убит, и это событие стало началом войны с Францией на Североамериканском континенте. Французы в ответ напали на построенный Вашингтоном форт Несессити и захватили в плен его самого.
В 1755 году Вашингтон добровольцем участвовал в экспедиции Брэддока, где стал участником сражения при Мононгахиле и хорошо показал себя во время отступления. В 1755 году он возглавил Вирджинский полк, который смог превратить в самый боеспособный полк в Вирджинии. Во главе этого полка занимался обороной долины Шенандоа (1756—1757); в 1758 году он участвовал в экспедиции Джона Форбса, в ходе которой французы были выбиты из форта Дюкен. Но Вашингтон не смог добиться офицерского звания в британской армии, поэтому уволился из ополчения, женился и стал вести жизнь плантатора.
В ходе войны Вашингтон обрёл важные военные навыки: он получил представление о тактике, стратегии и военной логистике. Общаясь с колониальным правительством и британскими офицерами, он получил ценный дипломатический опыт. Он смог узнать сильные и слабые стороны британской армии. Своими достижениями он стал широко известен в колониях, поэтому о нём сразу вспомнили, когда встал вопрос о выборе командира Континентальной армии в 1775 году.

## Предыстория
В ранней юности Джордж Вашингтон находился под большим влиянием своего старшего брата, Лоуренса Вашингтона. В 1740 году Лоуренс получил звание капитана и отправился служить под началом адмирала Вернона на Ямайку. В его отсутствие, 12 апреля 1743 года скончался Огастин Вашингтон, отец Лоуренса и Джорджа. Джорджу Вашингтону досталось в наследство поместье Ферри-Фарм, 10 рабов и три земельных участка во Фредериксберге. Джорджу было всего 11 лет, и, по мнению Дугласа Фримана, это скромное наследство наверняка ставило перед ним вопрос: должен ли он вести жизнь мелкого землевладельца или же ему стоит попытать счастья в какой-то другой области.
19 июля 1743 года Лоуренс женился на Анне Фэрфакс, дочери аристократа Уильяма Фэрфакса, который был управляющим владений своего родственника Томаса Фэрфакса, 6-го лорда Кэмерона. Наблюдая за жизнью Лоуренса и лорда Фэрфакса, Вашингтон стал желать быть чем-то большим, чем просто обычным владельцем небольшой фермы. Лоуренс полагал, что служба на флоте может дать наилучшие перспективы, и склонял своего брата Джорджа именно к этому роду деятельности. Но против морской карьеры была мать Джорджа, Мэри Болл, и её родственники. Вашингтон Ирвинг писал, что Джордж уже получил звание мичмана и даже отправил вещи на корабль, который стоял в устье Потомака, но в последний момент его мать не выдержала и передумала. Под давлением матери Джордж Вашингтон был вынужден в 1746 году отказаться от морской службы и избрать карьеру землемера.
Лоуренс Вашингтон при жизни был адъютантом колониального ополчения, но уже в 1752 году колониальные власти решили сделать три адъютантские должности вместо одной. Джордж Вашингтон никогда не имел дела с военными, но решил заполучить это место. Ещё до возвращения Лоуренса Джордж посещал Уильямсберг и разговаривал с губернатором по этому вопросу. Смерть Лоуренса ускорила принятие решения об адъютантских должностях, и 6 ноября колониальные власти приняли решение о создании 4-х дистриктов и 4-х адъютантских должностей. Джордж получил должность адъютанта, звание майора и Южный Дистрикт (пространство между рекой Джеймс и границей Северной Каролины), который считался самым далёким и наименее интересным, но через несколько месяцев поменял его на Дистрикт Северного Перешейка. В ту же осень открылась новая масонская ложа во Фредериксберге, и 4 ноября Джордж вступил в неё, уплатив вступительный взнос в 2 фунта и 3 шиллинга.
Весной 1753 года губернатор Роберт Динвидди приказал устроить общий смотр ополчения в сентябре, а адъютантам было приказано подготовить к смотру офицеров. Вашингтону пришлось изучить множество специализированной литературы, чтобы разобраться в вопросе. Между тем осложнилась ситуация на фронтире: в 1749 году маркиз де Галиссеньер, губернатор Канады, стал прилагать усилия по присоединению региона Огайо к французским колониям. Пенсильвания и Вирджиния начали готовиться противодействовать французам. Губернатор решил отправить миссионера, который бы предупредил французов о нежелательности их присутствия в Огайо. Лорд Фэрфакс рассказал об этом Вашингтону, а тот отправился в Уильямсберг и предложил назначить его этим миссионером. Как ни странно, губернатор согласился. Впоследствии Вашингтон сам удивлялся, что столь важное задание было поручено столь юному и неопытному человеку.

## Экспедиция в Огайо
14 ноября 1753 года Вашингтон прибыл в местечко Уиллс-Крик, где встретил исследователя Кристофера Джиста и предложил ему присоединиться к экспедиции. 15 ноября Вашингтон, Джист и ещё 5 человек отправились на запад; они вышли к реке Мононгахила, добрались до её слияния с рекой Аллегейни, и встретились там с ирокезским вождём Таначарисоном. Следуя далее на север, Вашингтон добрался до французского форта Ле Беф, где встретился с французским командующим и передал ему письмо губернатора. Получив письменный ответ (15 декабря), отряд Вашингтона повернул обратно, но из-за глубокого снега Вашингтон и Джист решили идти назад вдвоём налегке. По пути Вашингтон едва не был убит индейцем, а затем ему пришлось на плоту переплывать реку Аллегейни, и он едва не погиб, когда плот затёрло льдинами. 16 января Вашингтон вернулся в Уильямсберг и передал письмо вирджинским властям. Ответ французов и рассказ самого Вашингтона произвёл сильное впечатление на губернатора и он попросил немедленно составить рапорт для Ассамблеи, что Вашингтон и сделал, наскоро переработав свои путевые заметки. Кроме того, губернатор понял, что ситуация требует немедленных мер по обеспечению безопасности границы, и он приказал построить на фронтире форт и набрать для его охраны 200 человек.
Экспедиция научила Вашингтона выживанию в лесу, ознакомила с нравами индейцев и научила искусству переговоров с индейцами.

## Поход в Огайо
21 января 1754 года, уже через 5 дней после возвращения, Вашингтону было поручено набрать отряд в 100 ополченцев. Капитан Уильям Трент должен был набрать такой же отряд, а позже на усиление этих 200 человек предполагалось отправить ещё 400. Было решено, что этого достаточно, чтобы сдержать французов. Для стимуляции набора губернатор обещал всем участникам выдать землю около нового форта, в размере соответствующем их заслугам в походе. Ассамблея выделила 10 000 фунтов на эти нужды, в Вашингтон получил 50 фунтов вознаграждения за успешную экспедицию. Полковником нового подразделения стал Джошуа Фрай, а Вашингтон 20 марта получил звание подполковника с жалованьем 12,5 шиллингов в день. В распоряжение Вашингтона поступило всего 120 человек, но ситуация требовала немедленной переброски войск на запад, и Вашингтону было приказано начать марш теми силами, что есть. 2 апреля 1754 года его отряд покинул Александрию.
Вашингтон привёл отряд в Винчестер, где увеличил его до 159 человек, и неделю ждал транспортных повозок, но не дождался и 18 апреля продолжил марш. Он прибыл в Уиллс-Крик, где надеялся перегрузить припасы на поклажных лошадей, но лошадей на месте не оказалось. Вскоре пришло сообщение, что отряд в 800 французов пришёл в долину Огайо и захватил форт, который англичане начали строить на слиянии рек Мононгахила и Аллегейни. Французы достроили укрепление и назвали его Форт Дюкен. Таким образом, французы опередили Вашингтона и взяли под контроль долину Огайо.
При таких обстоятельствах продолжать марш не имело смысла, но индейцы запрашивали помощи, и в этой ситуации отступление могло повлиять на их лояльность, поэтому Вашингтон решил занять передовую позицию, дождаться там подкреплений, и уже оттуда возобновить наступление к Мононгахиле. Впоследствии недоброжелатели говорили, что он пошёл на неоправданный риск из-за своей амбициозности. Отряд продвигался медленно из-за плохой дороги, а 9 мая стало известно, что французский отряд замечен около Плантации Джиста. 24 мая отряд прибыл в место, известное как Грейт-Медоуз, и здесь стало известно, что французы уже совсем близко. Вашингтон решил занять оборонительную позицию.

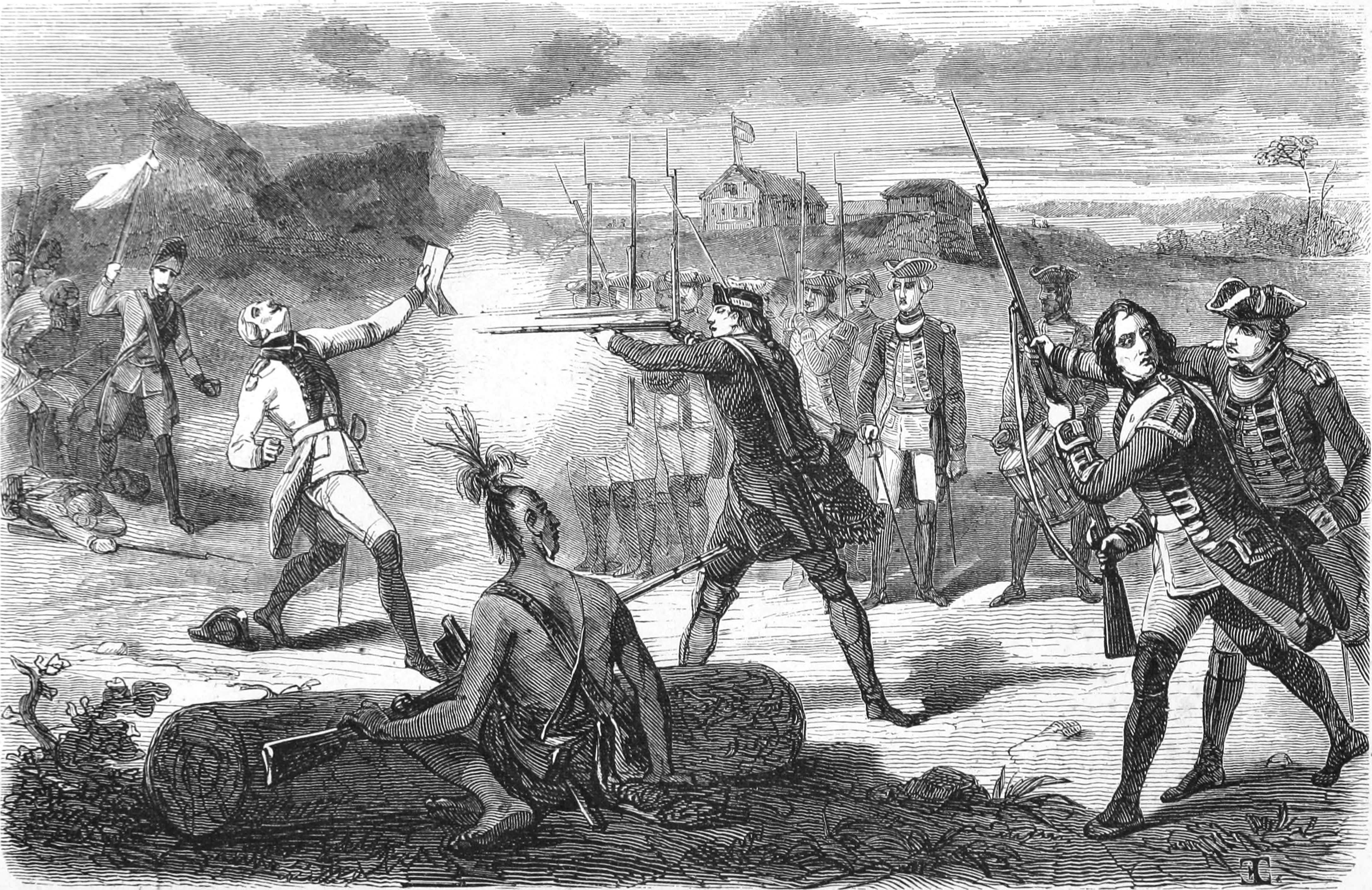
Убийство Жумонвиля. Французская гравюра 1855 года.

27 мая Кристофер Джист сообщил Вашингтону, что выследил небольшой французский отряд, поэтому Вашингтон, взяв с собой около 40 человек, 28 мая выследил и атаковал французский отряд. В ходе столкновения, известного как Стычка у Грейт-Медоуз около 10 французов было убито и 21 взят в плен. Погиб командир отряда, Жозеф-Колон де Жумонвиль. Французские офицеры заявили, что были посольством, но Вашингтон не поверил их и отправил под конвоем в Винчестер.
14 июня стало известно, что Фрай, полковник Вирджинского полка, умер от несчастного случая, и по этой причине Вашингтон получает звание полковника и должен возглавить всю экспедицию.
3 июля к форту подошёл французский отряд численностью около 500 человек под командованием Колона де Вильера. Завязалась перестрелка, известная как сражение за форт Несессити, во время которой пошёл дождь и испортил порох. Оставшись без пороха, не имея запасов продовольствия, Вашингтон согласился на капитуляцию. Англичанам разрешили покинуть форт, оставив в нём все орудия (9 штук) и потребовали вернуть пленных, захваченных при Грейт-Медоуз. 9 июня отряд Вашингтона вернулся в Уиллс-Крик.
События у форта Несессити шумно обсуждались в колониях, о них писали газеты Америки и Англии. Одна из английских газет опубликовала письмо Вашингтона брату, где он говорил, что свист пуль показался ему «очаровательным». Эта газета попала на глаза королю Георгу, который заметил, что «он не писал бы так, если бы слышал их побольше».

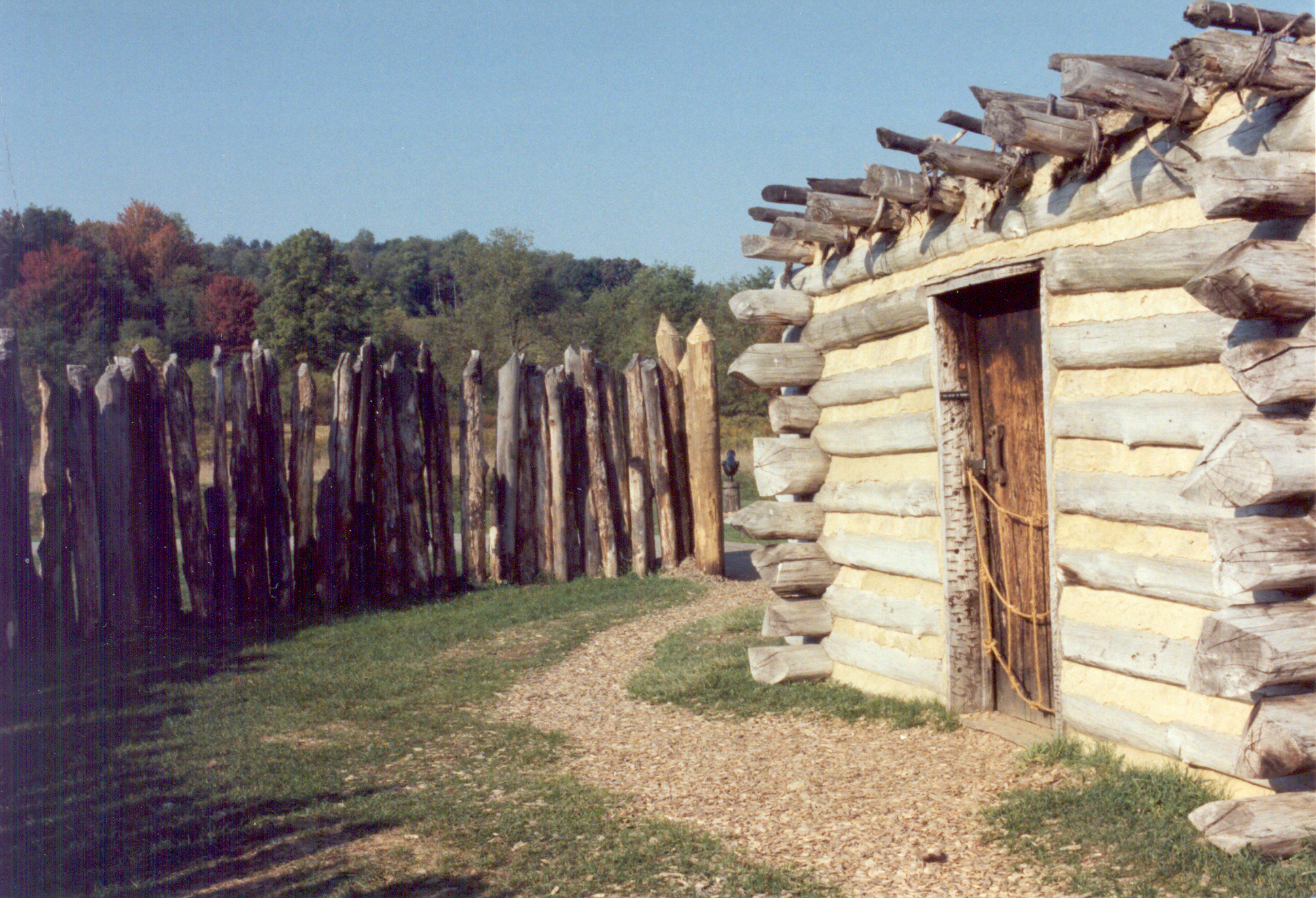
Форт Несессити, реконструкция.

В первые недели многие винили самого Вашингтона в произошедшем; губернатор пытался объяснить происходящее тем, что Вашингтон нарушил его приказ не вступать в бой с французами, однако ж Динвидди старался не привлекать внимания к инциденту, чтобы не встал вопрос о его собственной компетентности. Когда выяснилось, с каким количеством проблем пришлось столкнуться Вашингтону, общественное мнение изменилось в его пользу, и палата Бюргеров даже высказала ему официальную благодарность. Сложилось мнение, что причиной неудачи стала отчасти неспособность колоний оказать поддержку Вирджинии в этой войне: это был первый случай, когда Вашингтон осознал необходимость более прочного единства колоний.
Впоследствии историки указывали на его многочисленные ошибки: он наступал тогда, когда надо было отступить, вступил в бой не дожидаясь подкреплений, выбрал неудачное место для форта и построил его не очень качественно, не воспользовался помощью индейских союзников и в целом был слишком самоуверен. С другой стороны, он показал качества профессионального военного: сохранил самообладание даже под обстрелом, проявил полнейшее бесстрашие несмотря на все обстоятельства и уверенно исполнял свои обязанности

## Отставка
Осенью 1754 года стало известно, что капитаны Вирджинского полка получат королевские офицерские патенты и таким образом окажутся старше по званию Вашингтона, как полковника колониального ополчения, или же в лучшем случае Вашингтон получит капитанский патент. Такое положение не устраивало Вашингтона, поэтому в ноябре 1754 года он подал губернатору Динвидди прошение об отставке. Мэрилендский губернатор Шарп предлагал ему найти другие способы, чтобы остаться на службе, но Вашингтон отказался. Однако, события у форта Несессити не заставили его разочароваться в воинской карьере как таковой. Не имея крупной земельной собственности он мог только на службе продвинуться вверх по социальной лестнице. Он был уверен, что его отставка временна, поэтому уже в октябре 1754 года заказал в Лондоне пуговицы, шнуры и другую фурнитуру для офицерского мундира.
В это время Энн, вдова Лоуренса Вашингтона, вышла замуж за полковника Джорджа Ли, а в 1754 году умерла Сара, единственный ребёнок Лоуренса Вашингтона, что привело к некоторым сложностям, ввиду неясности завещания Огастина Вашингтона. 10 декабря 1754 года Джордж Вашингтон и его родственники заключили соглашение о разделе рабов, а также было решено, что Джордж берет в аренду усадьбу Маунт-Вернон.

## Экспедиция Брэддока

Экспедиция Брэддока

Столкновение у форта Несессити заставило британское правительство принимать ответные меры: было решено начать кампанию против французов в Северной Америке и атаковать Новую Шотландию, форт Ниагара и долину Огайо. Герцог Камберленд, главнокомандующий британской армией, занялся подготовкой и назначил Эдварда Брэддока командиром армии в колониях. 20 февраля 1755 года Брэддок прибыл в Хэмптон, а затем отправился в Александрию, где шла подготовка к наступлению на французский форт Дюкен. Вашингтон в это время жил в поместье Маунт-Вернон около Александрии, и собирался заниматься сельским хозяйством, но военные приготовления привлекли его внимание. Ему захотелось принять участие в наступлении регулярной армии во главе с опытным военачальником; об этом стало известно Брэддоку и 2 марта он пригласил Вашингтона в свой штаб в качестве волонтёра. Вашингтон получил его приглашение 14 марта, но колебался около двух недель: ему было некому передать в управление Маунт-Вернон, а в его отсутствие хозяйство могло серьёзно пострадать. Но 1 апреля он решился участвовать и 2 апреля дал своё официально согласие. Его мать снова была против его участия в походе. Вашингтон старался реже общаться с матерью и не очень охотно принимал её в Маунт-Вернон. На этот раз выслушал её мнение, но не стал менять планов. 10 апреля Брэддок отправился во Фредерик, где вскоре Вашингтон нагнал его и 10 мая получил официальное назначение адъютантом. Они вместе проследовали через Винчестер в Форт Камберленд, куда прибыли 19 мая. В начале июня первые подразделения отправились на запад, а 10 июня форт покинул и сам Брэддок со своим штабом — началась Экспедиция Брэддока.
Армии Брэддока пришлось идти через горные хребты, где обозы могли двигаться лишь очень медленно. 16 июня Брэддок (возможно, по совету Вашингтона) решил разделить свою армию, сформировав лёгкий передовой отряд, для того чтобы этот отряд быстро добрался до форта и захватил его, пока французы не перебросили усиления. В те же дни Вашингтон заразился дизентерией и здоровье его становилось всё хуже. 20 июня было решено, что он останется в тыловом лагере. Уже 26 июня его здоровье немного улучшилось и он смог добраться в повозке до переправы через Йокогейни, но только к вечеру 8 июля он смог добраться до штаба Брэддока в передовом отряде.
Утром 9 июля армия Брэддока в двух местах перешла Мононгахилу и за второй переправой была атакована французами и их индейскими союзниками, началась битва при Мононгахиле. Услышав стрельбу, Брэддок со штабом отправился в голову колонны, где узнал, что авангард колонны отступил, бросив орудия. Генерал поручил Вашингтону организовать два отряда, чтобы отбить орудия и занять высоту на правом фланге. Пытаясь выполнить этот приказ, Вашингтон потерял двух коней и его мундир был пробит пулями в нескольких местах. Но привести армию в порядок не удалось, и она начала отступать к реке и за реку. Брэддок был ранен, и Вашингтону пришлось вывозить его с поля боя. Брэддок приказал отступать к лагерю второго отряда (лагерю полковника Данбара), а Вашингтона отправил в лагерь с приказами для Данбара. Ему удалось попасть в лагерь утром 10 июля. 11 июля в лагерь прибыл раненый Брэддок. Он приказал уничтожить всё лишнее имущество и отступать у Уиллс-Крик. Вечером 13 июля он скончался. Так как Вашингтон оставался единственным штабным офицеров, не выведенным из строя ранениями, то ему пришлось заняться организацией похорон генерала. Утром 14 июня он похоронил его прямо на дороге, чтобы индейцы на обнаружили и не осквернили могилу.
Губернатор Динвидди впоследствии утверждал, что если бы Брэддок выжил, он наверняка бы сделал Вашингтона офицером регулярной армии. Но со смертью генерала Вашингтон лишился этой возможности. Тем не менее, разгром на Мононгахиле сделал его знаменитым: губернатор Северной Каролины поздравил его с обретением бессмертной славы, а Бенжамин Франклин восхищался его героизмом. Обществу Вашингтон казался бесстрашным солдатом, который только чудом избежал смерти. Проповедник Самуэль Дэвис написал в те дни: «я надеюсь, Провидение уберегло его таким явственным образом для того, чтобы он мог каким-то образом послужить своей стране».

## Вашингтон в Винчестере

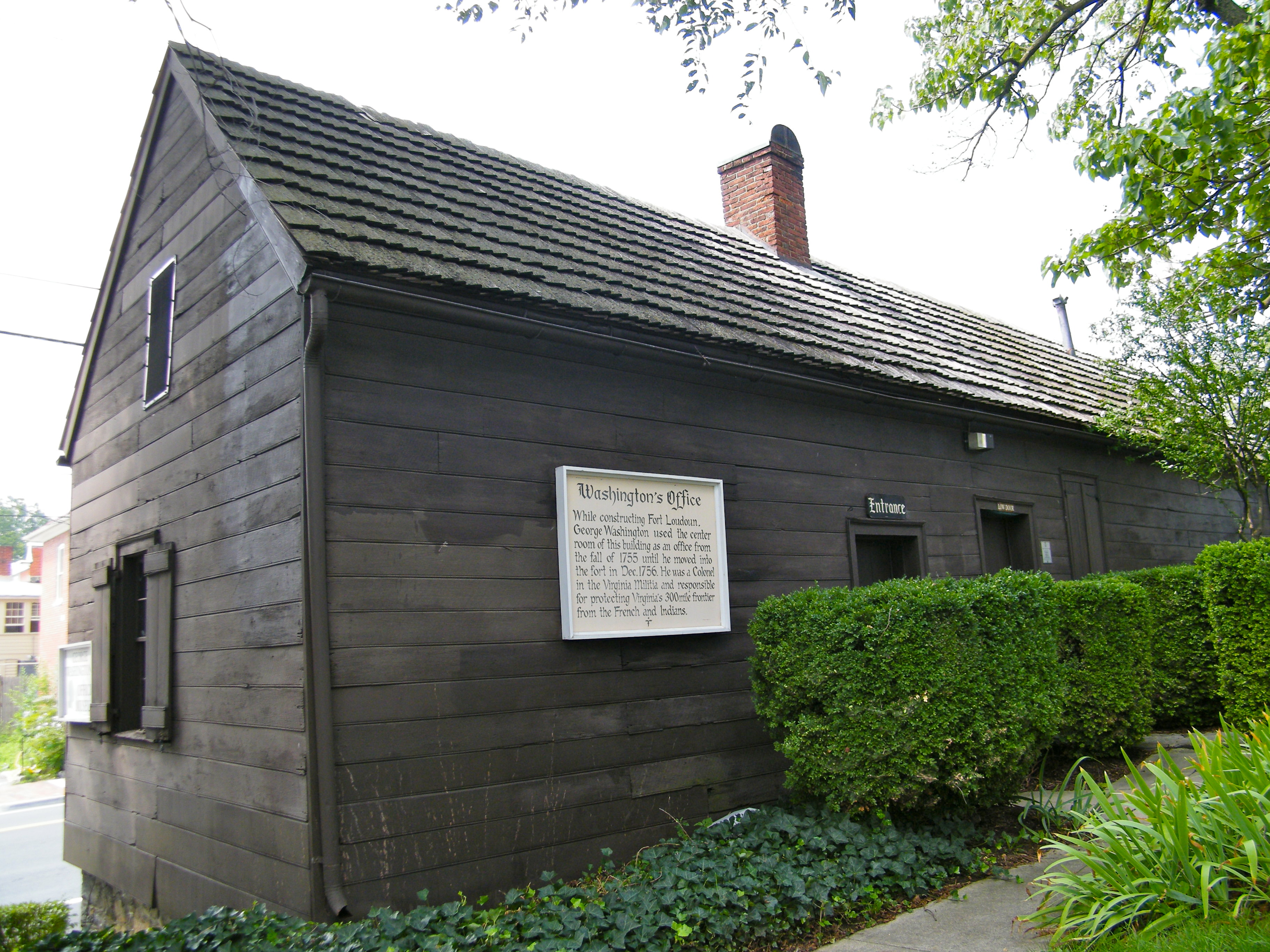
Штаб Вашингтона в Винчестере.

26 июля Вашингтон вернулся в Маунт-Вернон. Положение колонии в эти дни было критическое, ожидались нападения французов и индейцев. 4 августа 1755 года собралась Вирджинская Ассамблея для принятия мер по обороне колонии. Формировался новый полк и друзья советовали Вашингтону просить должности командира, но от отказался быть просителем и был готов служить только при определённых условиях. 14 августа пришло известие, что ассамблея назначила его главнокомандующим вирджинских войск на всех его условиях, с жалованьем 30 шиллингов в день. Динвидди пошёл на это под давлением общественного мнения. Ирвинг писал, что Вашингтон был популярен, но не из-за успехов, а наоборот, из-за неудач, из-за стойкости и рассудительности в трудные минуты. Общественность полагала, что если бы Брэддок прислушался к его советам, то война пошла бы иначе.
Мать Вашингтона, Мэри Болл, пыталась отговорить сына от участия в войне, но он ответил, что его отказ в данном случае бросил бы на него тень бесчестия, и именно это должно бы её беспокоить. Рон Чернов писал, что в тоне этого письма чувствуется раздражение; «Вся колония, казалось, приветствует его как героя, кроме собственной матери». Посовещавшись с губернатором, Вашингтон 14 сентября отбыл в Винчестер, где разместил свой штаб
Вашингтон прибыл в Винчестер в разгар всеобщей паники. Ходили слухи, что индейцы наступают со всех сторон, уничтожая всё на своём пути. Прибытие Вашингтона немного успокоило людей; он распорядился организовать разведку, выявить размеры угрозы, а также принял необходимые меры для обороны долины Шенандоа. Разведка показала, что слухи сильно преувеличены, и непосредственной угрозы Винчестеру пока нет. 4 февраля 1756 года Вашингтон, в компании Хью Мерсера, отбыл в Бостон, чтобы решить вопрос о подчинённости гарнизона форта Камберленд. По пути он посетил Филадельфию и Нью-Йорк, где его прибытие вызвало всеобщий интерес. Вашингтон пробыл в Бостоне 10 дней, побывал на заседании Массачусетской палаты представителей, решил все вопросы с губернатором, после чего вернулся в Нью-Йорк. Считается, что в Нью-Йорке он познакомился с Мэри Филипс, стал её поклонником, попросил её руки, но получил отказ. Ирвинг писал, что его влюблённость можно считать фактом, но всё остальное сомнительно. Вашингтон вскоре отбыл в Уильямсберг для решения вопросов по обороне колонии. Там его настигло письмо с предупреждением, что за Мэри Филипс начал ухаживать капитан Моррис, но одновременно пришли вести о вылазке французов в направлении на Винчестер, и Вашингтон срочно отбыл в долину Шенандоа.

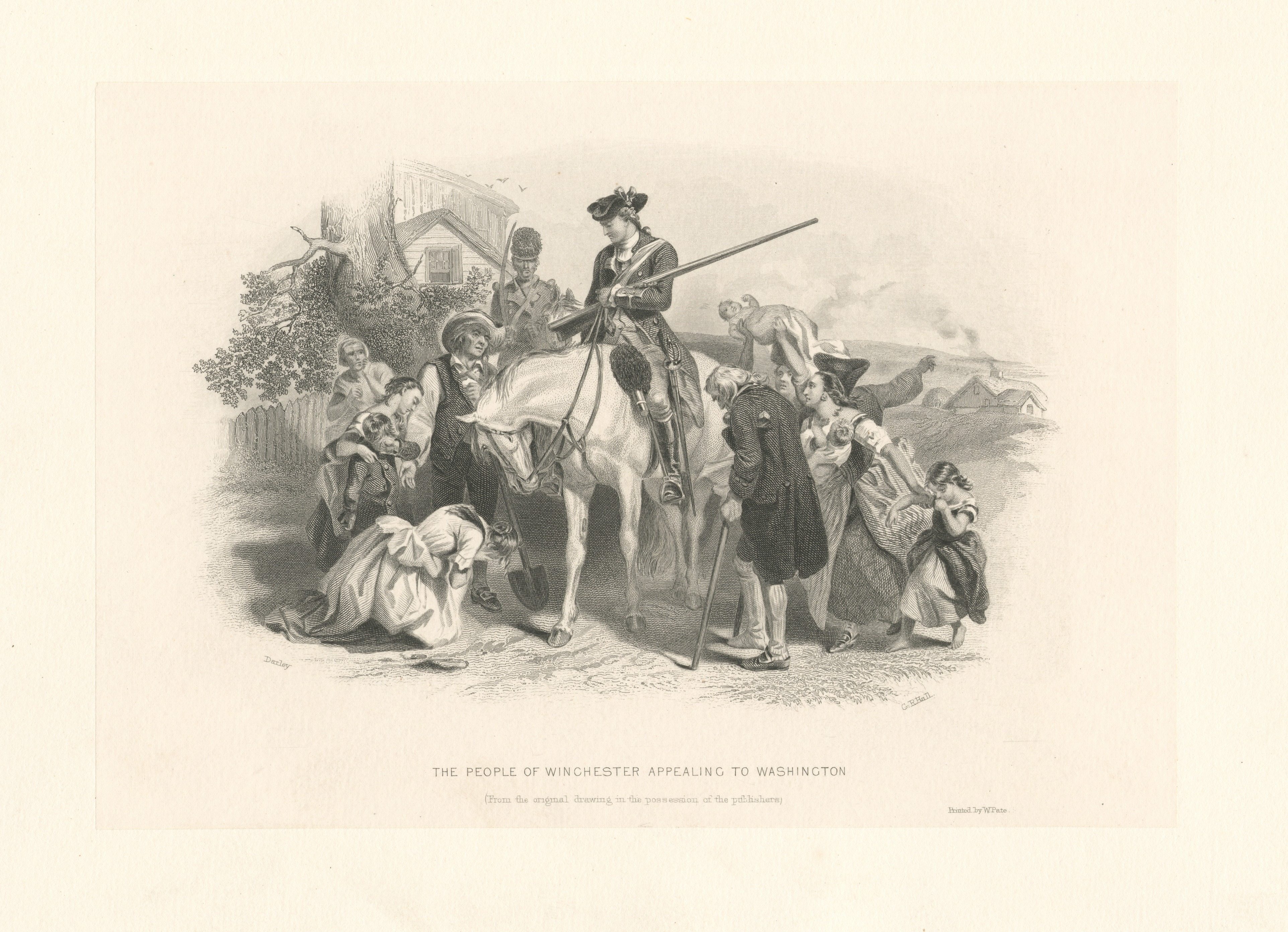
Жители Винчестера просят помощи у Вашингтона.

Обстановка на фронтире снова обострилась: индейцы нападали на путешественников и фермеров и убивали людей даже в окрестностях Винчестера. Нападение французов на Винчестер ожидалось со дня на день. Жители просили Вашингтона о помощи, но у него не было возможности им помочь. Под влиянием его писем Ассаблея приняла ряд мер. Было решено построить цепь фортов на фронтире. Вашингтон был против этой меры, он был уверен, что эти форты не смогут защитить долину Шенандоа. Вместо этого он предлагал построить большой форт в Винчестере, где можно было бы хранить оружие, боеприпасы, и укрывать жителей в случае опасности. Решение о фортах на границе всё же было принято, но и предложение построить форт в Винчестере тоже было утверждено. На сооружение форта ушло всё лето; Вашингтон назвал его Форт Лоудон, в честь лорда Лоудона, главнокомандующего колониальных войск. С губернатором Динвидди у Вашингтона снова возникли разногласия; тот даже предложил перевести часть вирджинских войск для обороны форта Камберленд (который Вашингтон считал бесполезным), так что Вашингтону пришлось ехать в Филадельфию для личной встречи с лордом Лоудоном. Некоторые вопросы были решены, но всё равно Вашингтону приходилось оборонять 350 миль фронтира силами отряда в 700 человек.
Из-за трудных условий жизни у Вашингтона обострилась дизентерия и лихорадка, и по совету своего врача он в конце 1757 года взял отпуск и вернулся в Маунт-Вернон. В его отсутствие в январе 1758 года губернатор Динвидди покинул Вирджинию и его место занял Френсис Фокир. Вашингтон вернулся в форт Лоудон в апреле 1758 года. Британское правительство к тому времени возглавил Уильям Питт, который решил удвоить усилия по ведению войны. Лорд Лоудон был снят с командования за бездеятельность и его заменил генерал-майор Эберкромби. Было решено начать наступление по трём направлениям: армией Амхерста на Луисберг, армией самого Эберкромби на Тикондерогу и армией генерала Форбса на форт Дюкен. Колониальные войска было приказано снабжать как регулярные, всем, кроме обмундирования. Колониальные офицеры были уравнены в статусе с регулярными. Вирджинская ассамблея набрала второй вирджинский полк, который возглавил полковник Уильям Бёрд.

## Экспедиция Форбса
Полк Бёрда и полк Вашингтона должны были участвовать в походе Форбса на форт Дюкен, и для решения вопросов снабжения Вашингтон весной отправился в Уильямсберг. На переправе через реку Поманки он познакомился с местным жителем Чарльзом Чемберленом, который пригласил его на ужин. На этом ужине он Вашингтон встретил Марту Кастис, дочь Джона Дэндриджа и вдову плантатора Джона Парка Кастиса, который умер три года назад. Эта встреча задержала его в доме Чемберлена на целый день, после чего он отправился в Уильямсберг, но несколько раз навещал оттуда плантацию Белый Дом, где жила Марта Кастис. Он сделал ей предложение, получил согласие, и до его отъезда в Винчестер было решено, что они поженятся после завершения похода на форт Дюкен.
Вашингтон вернулся в Винчестер, там получил приказ следовать с обоими вирджинскими полками в форт Камберленд, и прибыл туда 2 июля, сразу занявшись прокладкой дороги к Рейстауну, где концентрировалась основная армия. Он так же разработал облегчённый вариант униформы, который был одобрен командованием и, вероятно, так появилась так называемая rifle dress, которая потом широко использовалась в годы Войны за независимость. В это же время проходили выборы в Палату Бюргеров, и Вашингтон выставил свою кандидатуру, рассчитывая покинуть армию после завершения кампании. В его отсутствие в Винчестере он был выбран 24 июля делегатом от округа Фредерик, получив 309 голосов из 397-ми. Между тем командование решило наступать на форт Дюкен не по прежней дороге Брэддока, а расширить новую, ведущую из Пенсильвании. Вашингтон протестовал, доказывал, что дорога Брэддока требует лишь незначительных улучшений, но его аргументы не были приняты. В результате вместо стремительного наступления армия занялась монотонными дорожными работами.
Вскоре пришли известия, что по состоянию на 13 августа гарнизон форта Дюкен едва насчитывает 800 человек, включая индейцев. Генерал Форбс срочно вызвал Вашингтона в Рейстаун и внимательно выслушал его соображения. Отряд майора Гранта был отправлен по приказу полковника Буке на разведку окрестностей форта, но попал в засаду и был почти полностью уничтожен в сражении у форта Дюкен. Полк Вашингтона участвовал в этом столкновении и потерял 68 человек. К 5 ноября вся армия Форбса собралась в Лоял-Хэннан, в 50-ти милях от форта Дюкен. Здесь было решено приостановить кампанию, но новости о слабости форта изменили это решение, и было приказано наступать, но налегке, без обозов, только с лёгкой артиллерией. Командир форта, не имея достаточно сил и продовольствия, ночью поджёг форт и отступил вверх по реке. 25 ноября британский авангард под командованием Вашингтона занял руины форта и поднял над ними британский флаг. Укрепления форта были частично восстановлены, его переименовали в Форт Питт (в честь премьер-министра) и обеспечили гарнизоном в 200 человек из полка Вашингтона. С французским доминированием в Огайо было покончено, индейцы перешли на сторону победителя и со всеми племенами в регионе было заключено мирное соглашение.
Теперь Вашингтон мог позволить себе покинуть армию и переключиться на семейную и гражданскую жизнь. Одним из его мотивов было так же здоровье, которое ухудшилось за годы военной службы. В конце 1758 года он подал в отставку. Пять лет военной карьеры дали ему ценный опыт: он оценил все недостатки тех методов, который применяла британская регулярная армия в Северной Америке, он привык к неудачам и поражениям, научился тренировать полки, освоил азы военной стратегии и проявил способности к руководству и к выполнению сложных заданий. Историк Рон Чернов писал, что именно в этот период он стал убеждённым сторонником сильной центральной власти и эффективной исполнительной системы.
Историк Дон Хиггинботтам обращал внимание, что в годы войны с французами Вашингтон часто высказывал недовольство гражданскими властями, конфликтовал с губернатором и был в целом проблемным подчинённым. Это объяснялось, вероятно, его молодостью и малоопытностью. Впоследствии 15 лет гражданской жизни сильно поменяют его мировоззрение, и в годы Войны за независимость он станет убеждённым сторонником главенства гражданской власти над военной, чем и внесёт основной вклад в американскую военную традицию. Возможно, отчасти эта трансформация прошла под влиянием событий 1754—1758 годов.